# Arboridia cerna
Arboridia cerna är en insektsart som beskrevs av Irena Dworakowska 1977. Arboridia cerna ingår i släktet Arboridia och familjen dvärgstritar. Inga underarter finns listade i Catalogue of Life.